# دهستان روگه
دهستان روگه (به لاتین: Värska Parish) یک دهستان در استونی است که در شهرستان وورو واقع شده‌است. دهستان روگه در سال ۲۰۱۹ میلادی ۵۴۲۷ نفر جمعیت داشته‌است.

## نگارخانه

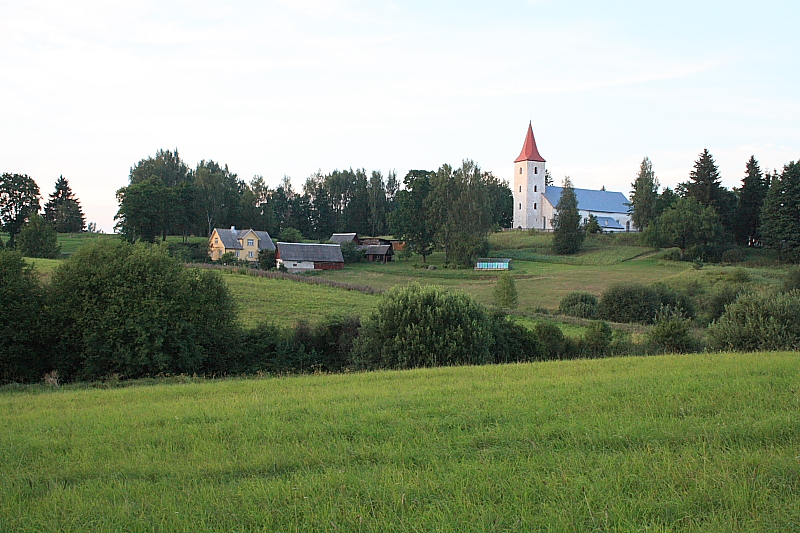
Maarja church in Rõuge
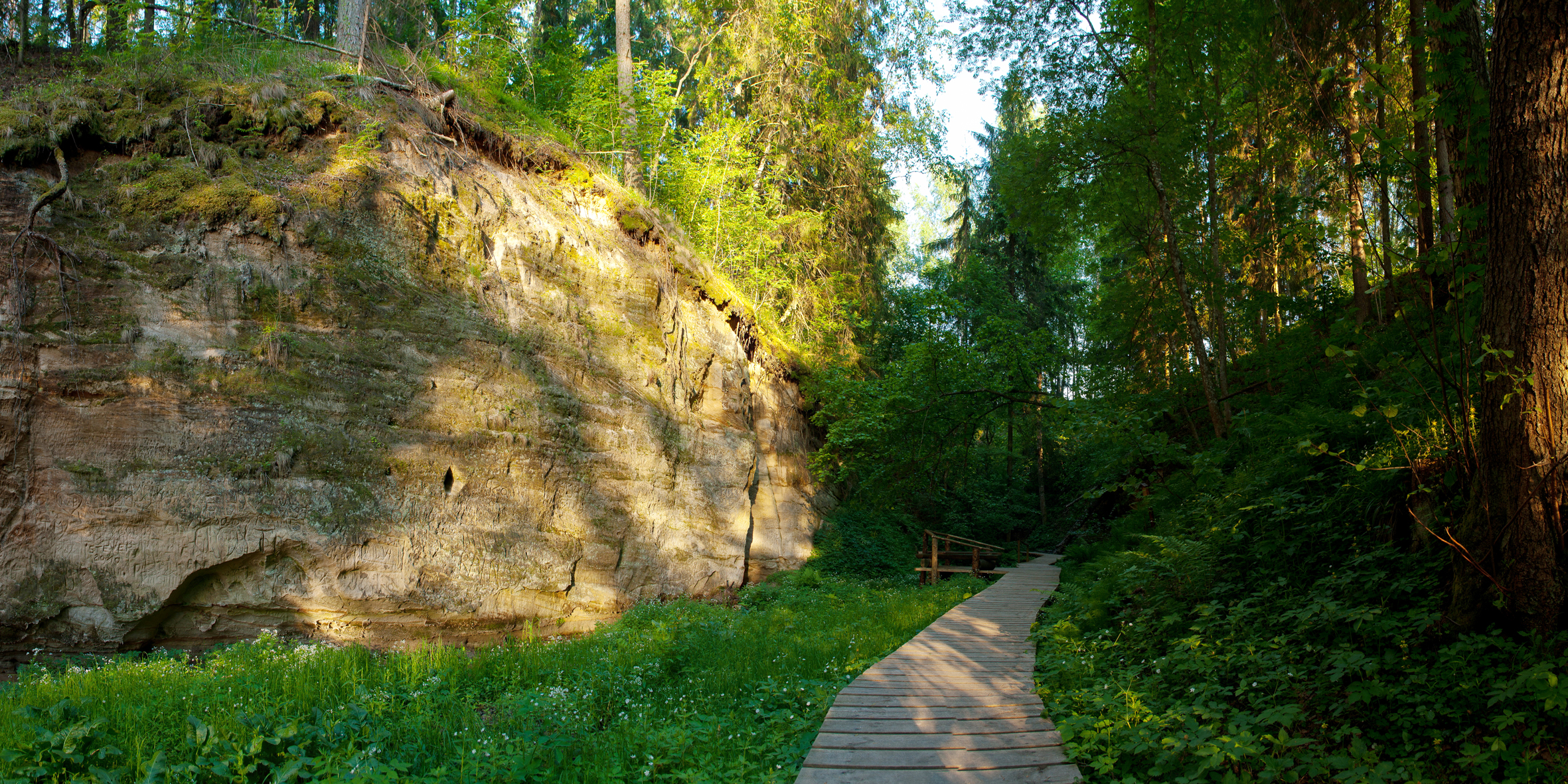
Hinni canyon
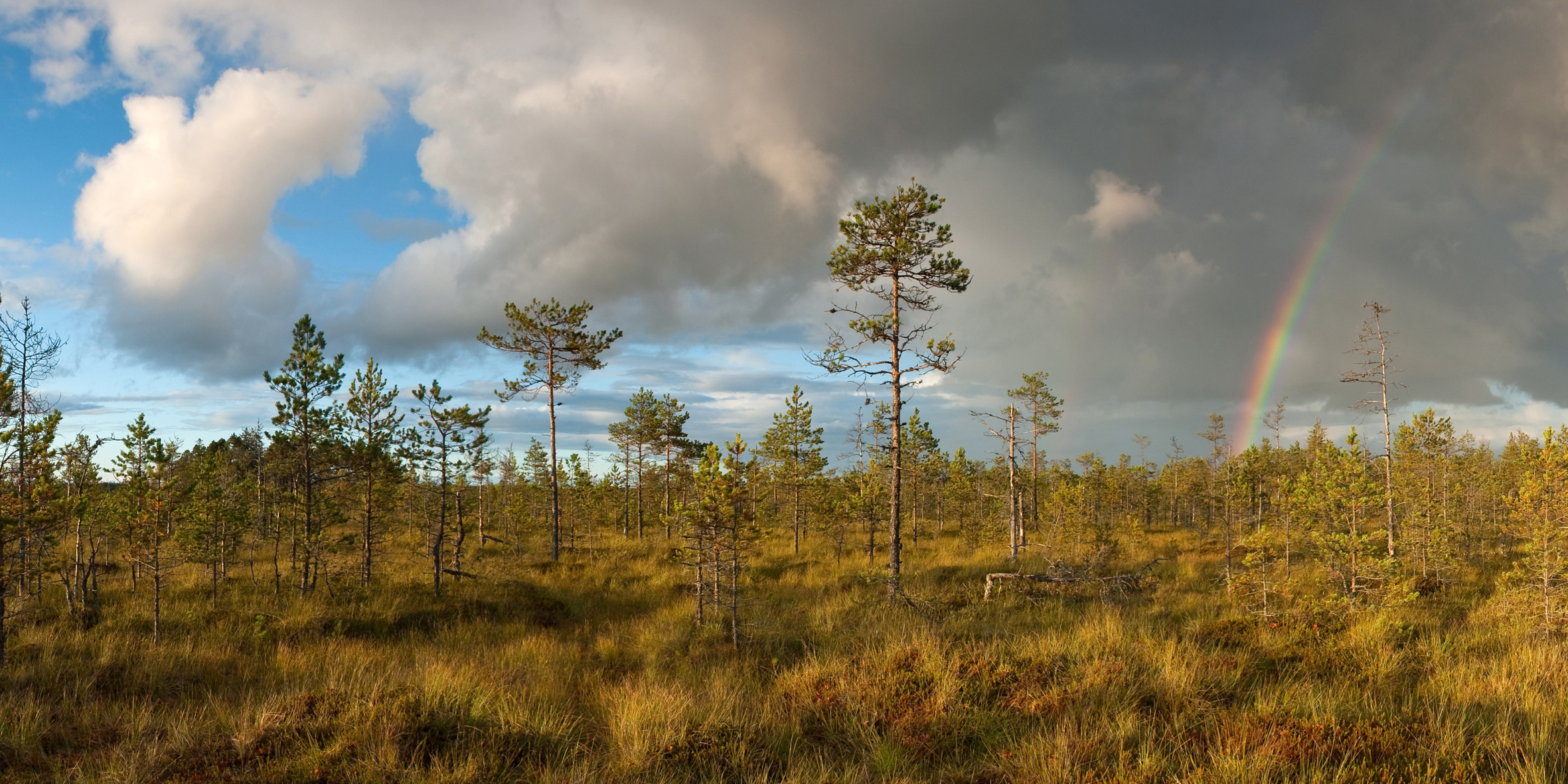
Luhasoo bog
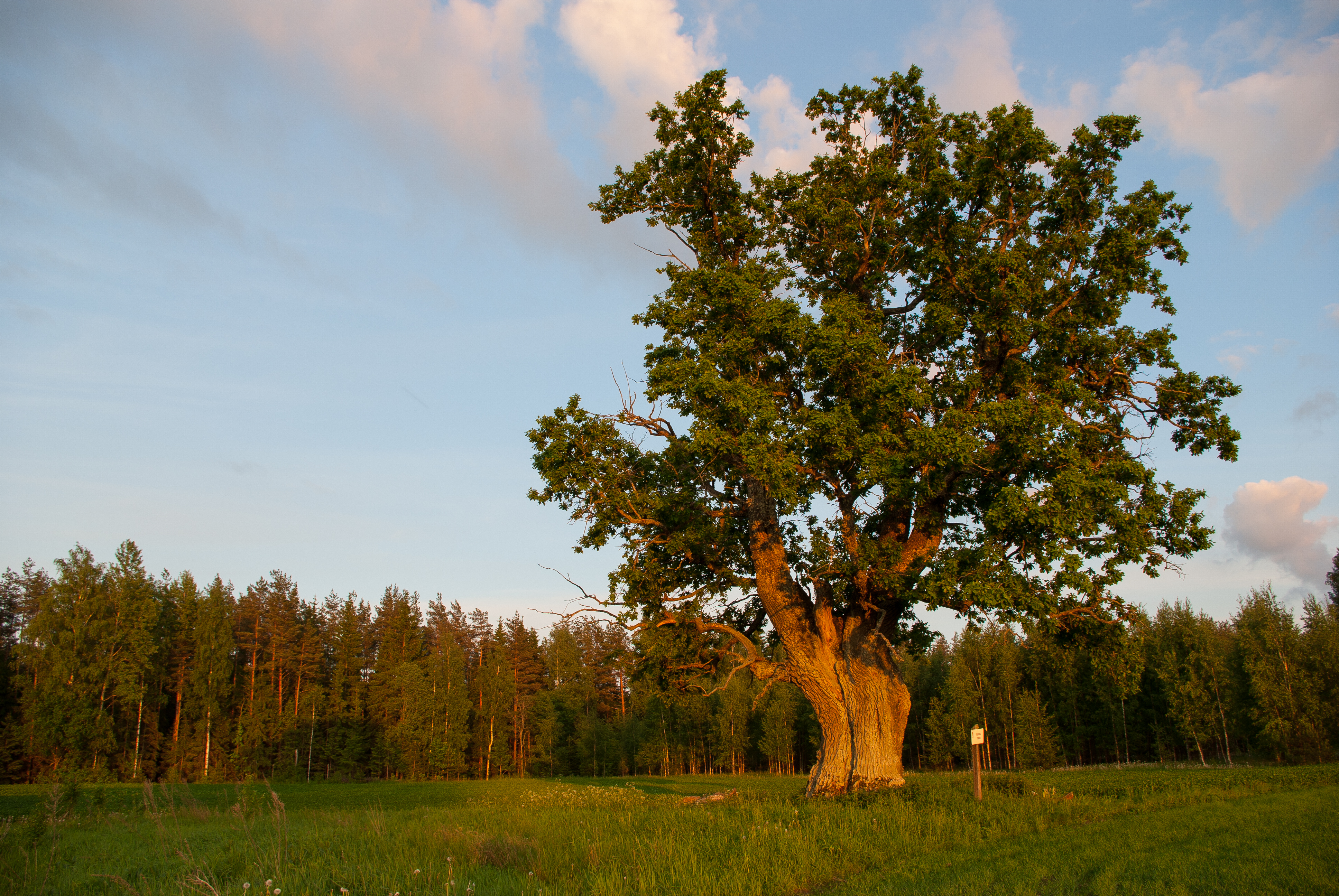
Ruuga oak
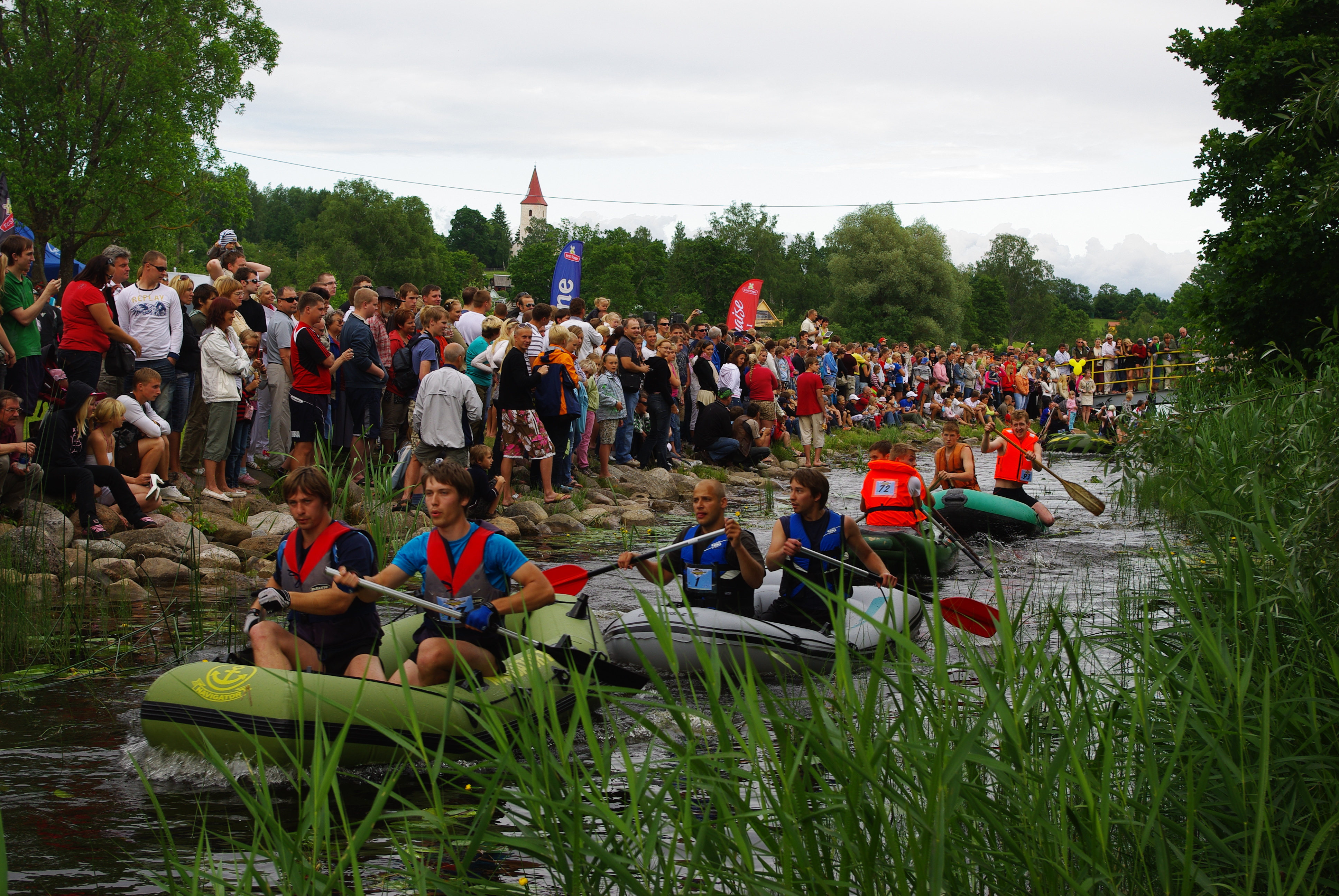
Boat rally
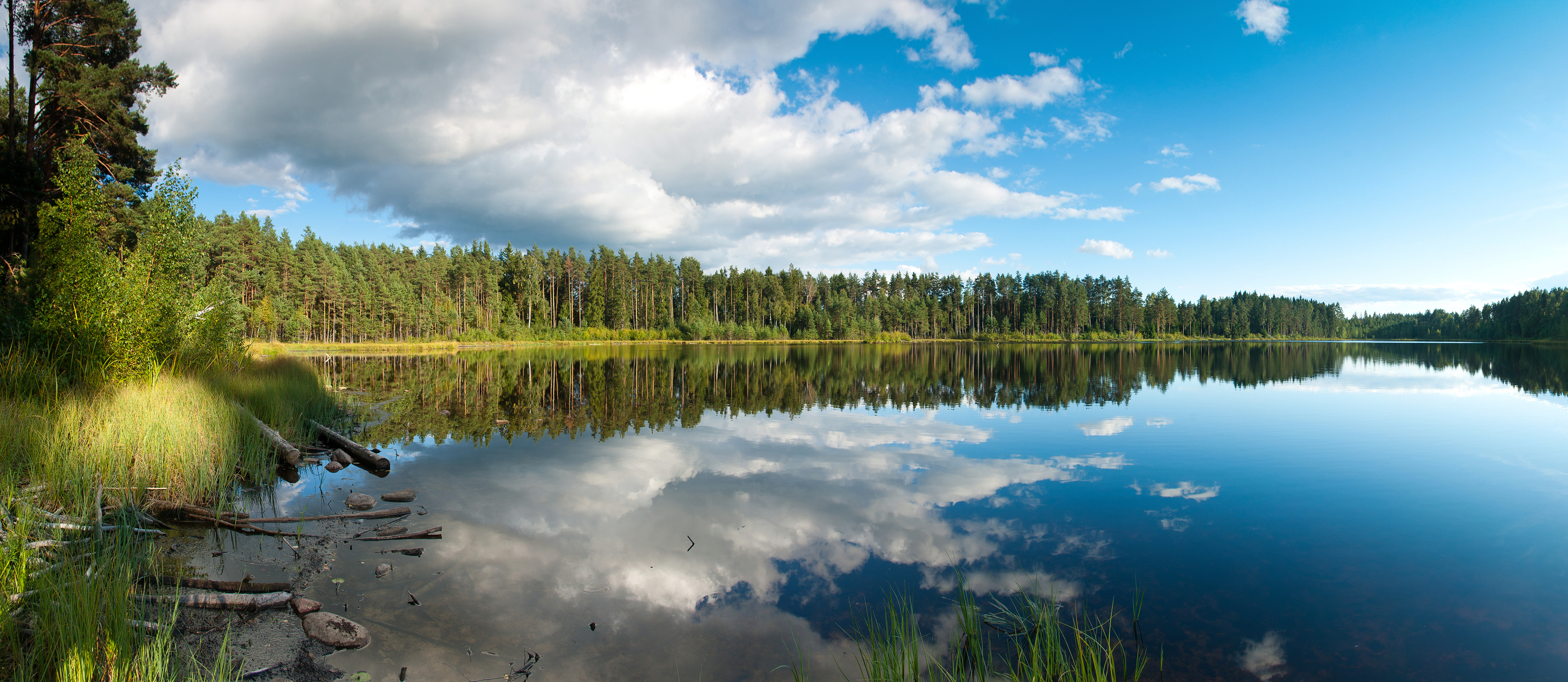
Lake Ahitsõ
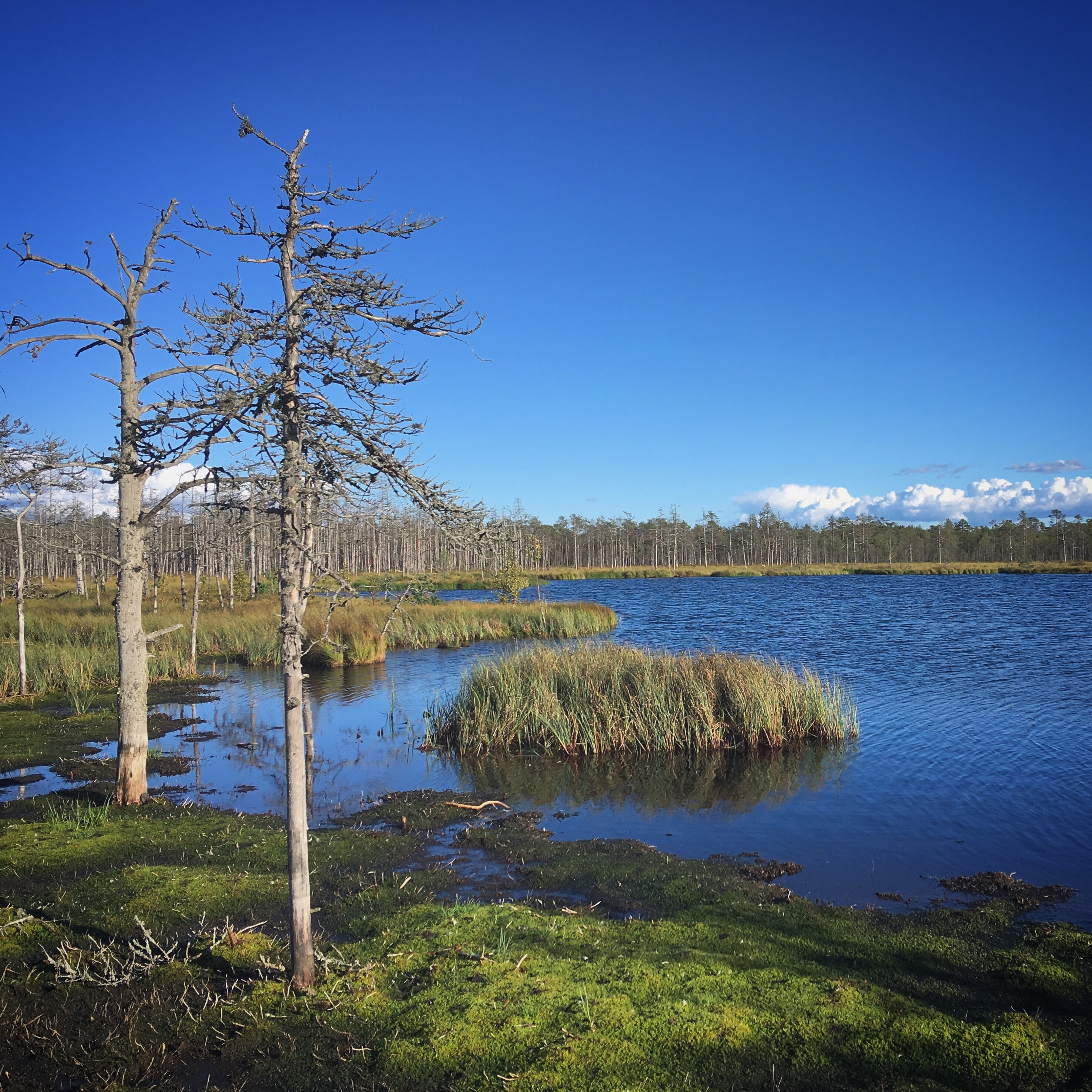
Tiksijärv